# Viskan (rivier)

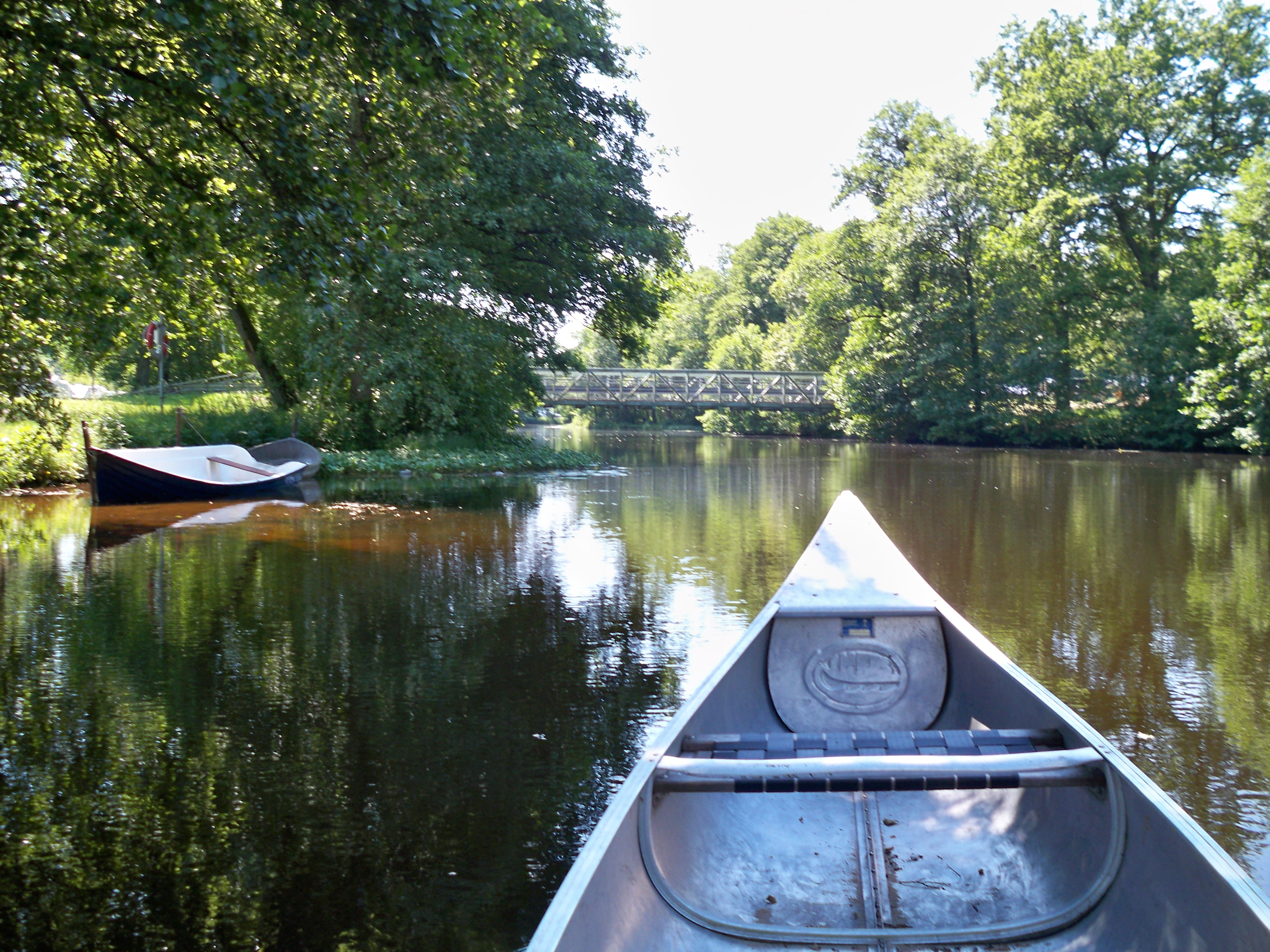
Viskan net buiten Borås

Viskan is een rivier in het zuidwesten van Zweden. De rivier is ongeveer 140 kilometer lang en start in het meer Tolken net buiten Ulricehamn. Ze mondt uit in het Kattegat iets ten noorden van de plaats Åskloster op ongeveer 15 kilometer afstand van Varberg.